# تولسان (آریزونا)
تولسان (به انگلیسی: Tolleson) شهری در شهرستان کوچیز ایالت آریزونا است که در سرشماری سال ۲۰۱۰ میلادی، ۶٬۵۴۵ نفر جمعیت داشته است. تولسان، به‌طور رسمی در تاریخ ۱۹۲۹ میلادی به‌عنوان یک شهر شناخته شد.